# Challenger de Lahaina 2014
El torneo Royal Lahaina Challenger fue un torneo profesional de tenis. Perteneció al ATP Challenger Tour 2014. Se disputó su 5.ª edición sobre superficie dura, en Lahaina, Estados Unidos entre el 20 y el 26 de enero de 2014.

## Jugadores participantes del cuadro de individuales
| Favorito | País                      | Jugador            | Rank1 | Posición en el torneo |
| -------- | ------------------------- | ------------------ | ----- | --------------------- |
| 1        | Bandera de Estados Unidos | Alex Bogomolov Jr. | 89    | Baja                  |
| 2        | Bandera de Estados Unidos | Tim Smyczek        | 90    | Semifinales           |
| 3        | Bandera de Estados Unidos | Bradley Klahn      | 93    | CAMPEÓN               |
| 4        | Bandera de Estados Unidos | Jack Sock          | 95    | Primera ronda         |
| 5        | Bandera de Estados Unidos | Ryan Harrison      | 110   | Primera ronda         |
| 6        | Bandera de Estados Unidos | Denis Kudla        | 113   | Segunda ronda         |
| 7        | Bandera de Canadá         | Frank Dancevic     | 122   | Segunda ronda         |
| 8        | Bandera de Estados Unidos | Wayne Odesnik      | 139   | Primera ronda         |

- 1 Se ha tomado en cuenta el ranking del 13 de enero de 2014.

### Otros participantes
Los siguientes jugadores recibieron una invitación (wild card), por lo tanto ingresan directamente al cuadro principal:
- Thibaud Berland
- Petr Michnev
- Marcos Giron
- Mitchell Krueger

Los siguientes jugadores ingresan al cuadro principal tras disputar el cuadro clasificatorio:
- Jared Donaldson
- Malek Jaziri
- Daniel Kosakowski
- Wang Chieh-Fu

Los siguientes jugadores ingresan al cuadro principal como perdedores afortunados:
- Jarmere Jenkins
- Kento Takeuchi

## Jugadores participantes en el cuadro de dobles

### Cabezas de serie
| Favorito | País                      | Jugador         | País                      | Jugador         | Rank1 | Posición en el torneo |
| -------- | ------------------------- | --------------- | ------------------------- | --------------- | ----- | --------------------- |
| 1        | Bandera de Estados Unidos | Austin Krajicek | Bandera de Estados Unidos | Tennys Sandgren | 204   | Semifinales           |
| 2        | Bandera de Estados Unidos | James Cerretani | Bandera de Canadá         | Adil Shamasdin  | 280   | Primera ronda         |
| 3        | Bandera de Estados Unidos | Steve Johnson   | Bandera de Estados Unidos | Tim Smyczek     | 298   | Primera ronda         |
| 4        | Bandera de China Taipéi   | Peng Hsien-yin  | Bandera de China Taipéi   | Yang Tsung-hua  | 411   | Primera ronda         |

- 1 Se ha tomado en cuenta el ranking del 13 de enero de 2014.

## Campeones

### Individual Masculino
- Bradley Klahn derrotó en la final a  Yang Tsung-hua por 6-2 y 6-3.

### Dobles Masculino
- Denis Kudla /  Yasutaka Uchiyama derrotaron en la final a  Daniel Kosakowski /  Nicolas Meister por 6-3 y 6-2.